# Gbassay Sessay
Gbassay Sessay   (Batkanu, 11 de maig de 1968) és un exfutbolista de Sierra Leone de la dècada de 1990.
Fou internacional amb la selecció de futbol de Sierra Leone.
Pel que fa a clubs, passà tota la seva carrera professional a Portugal, a clubs com Estrela da Amadora i Vitória Setúbal.